# Freak (Clara)
Freak è il singolo d'esordio della cantautrice italiana Clara, pubblicato l'11 dicembre 2020 dall'etichetta Sony Music.

## Descrizione
Il brano, scritto dalla stessa cantautrice, è prodotto da Marvely Goma e Leo.

## Video musicale
Il video musicale, diretto da Michele Manca, in arte Jamal, è stato pubblicato il 16 dicembre 2020 attraverso il canale YouTube della cantautrice.

## Tracce
Testi di Clara Soccini, musiche di Clara Soccini, Leo, Marvely Goma e Walter Coppola.
1. Freak – 2:51